# Grintovec (berg)
De Grintovec is met 2558 meter de hoogste berg van de Kamnische Alpen. Het is een ultra-prominente berg en de tweede meest prominente berg van Slovenië na de Triglav.
De berg is omringd door verschillende valleien, waaronder die van Zgornje Jezersko in het noorden en Kamniška Bistrica in het zuiden.